# Tidli
Tidli (franska: Tidli (CR), Tidli (Commune Rurale), arabiska: تلوات) är en kommun i Marocko.   Den ligger i provinsen Ouarzazate och regionen Drâa-Tafilalet, i den centrala delen av landet, 300 km söder om huvudstaden Rabat. Antalet invånare är 14 630.